# 古閑章
古閑 章（こが あきら、1956年3月31日 - ）は、日本の小説家。日本近代文学研究者。鹿児島純心大学名誉教授。

## 経歴
熊本県生まれ。
1978年3月、熊本大学法文学部卒。1980年3月、熊本大学大学院文学研究科修了。1980年4月、国立鹿児島工業高等専門学校一般科目助手。講師・助教授を経て、2000年4月、鹿児島純心女子大学国際言語文化学部助教授、2003年4月、国際人間学部教授、2019年4月、人間教育学部教授。2014年4月から2021年3月まで、鹿児島純心女子大学国際文化研究センター所長。博士（文学）。専門は、日本近代文学ーーとりわけ、梶井基次郎の文学研究および鹿児島の近代文学。〝読みの共振運動論〟という文学理論。
2020年11月、『古閑章著作集 第1巻 小説1 短篇集 子供の世界』で、日本自費出版ネットワークが主管する第23回日本自費出版文化賞特別賞（小説部門）を受賞。
2023年7月、2019年8月から刊行され始めた『古閑章著作集』全11巻（南方新社）が完結。当初は10巻の予定であったが、文学研究篇が1巻増補されたもの。今後は、小説を書くことに注力すると第10巻の「あとがき」で宣言している。

## 著書
- 『梶井基次郎研究』（おうふう） 1994年11月
- 『作家論への架橋 - 〝読みの共振運動論〟序説』（日本図書センター） 1997年12月
- 『小説の相貌 - 〝読みの共振運動論〟の試み』（南方新社） 2004年3月
- 『梶井基次郎の文学』（おうふう） 2006年3月
- 『天璋院篤姫と権領司キヲ - 時代を超えた薩摩おごじょ』（南方新社） 2008年6月
- 『子供の世界 - 昭和40年代記』（ジャプラン） 2011年11月

### 「古閑章著作集」
- 1. 『小説1 短篇集 子供の世界』（南方新社） 2019年8月
  2. 『小説2 短篇集 蒼い月』（南方新社） 2019年9月
  3. 『小説3 長篇 青春の相貌』（南方新社） 2019年10月
  4. 『小説4 短篇集 幼女』（南方新社） 2020年6月
  5. 『文学評論1 「海音寺潮五郎論」集成』（南方新社） 2020年11月
  6. 『文学評論2 さつま隼人と薩摩おごじょ』（南方新社） 2021年11月
  7. 『文学評論3 鹿児島の小説・名作ガイド』（南方新社） 2022年2月
  8. 『文学研究1 〝読みの共振運動論〟の試み（前篇）』（南方新社） 2022年9月
  9. 『文学研究2 〝読みの共振運動論〟の試み（後篇）』（南方新社） 2022年9月
  10. 『文学研究3 梶井基次郎の文学研究（前篇）』（南方新社） 2023年7月
  11. 『文学研究4 梶井基次郎の文学研究（後篇）』（南方新社） 2023年7月

## 共著
- 『近代作家研究事典』（近代作家研究事典刊行会編、桜楓社） 1983年6月
- 『熊本の文学』（熊本近代文学研究会編、審美社） 1985年9月
- 『卒論・書くために書くために』（有精堂編集部編、有精堂、近代小説研究必携2） 1988年6月
- 『熊本の文学 第2』（熊本近代文学研究会編、審美社） 1988年11月
- 『吾輩は猫である』（浅野洋, 太田登編、桜楓社、漱石作品論集成1） 1991年3月
- 『鹿児島 文学の舞台』（石田忠彦編、花書院） 1992年2月
- 『明治・大正・昭和作家研究大事典』（作家研究大事典編纂会編、桜楓社） 1992年9月
- 『ふるさと文学館 第53巻 鹿児島』（石田忠彦編、ぎょうせい） 1994年3月
- 『世界人物逸話大事典』（朝倉治彦, 三浦一郎編、角川書店） 1996年2月
- 『熊本の文学 第3』（熊本近代文学研究会編、審美社） 1996年3月
- 『川端文学の世界 3 その深化』（田村充正, 馬場重行, 原善編、勉誠出版） 1999年4月
- 『川端文学の世界 4 その背景』（田村充正, 馬場重行, 原善編、勉誠出版） 1999年5月
- 『〈新しい作品論〉へ、〈新しい教材論 〉へ  3』（田中実, 須貝千里編、右文書院） 1999年6月
- 『図録 特別企画展 生誕100年記念「海音寺潮五郎」展 ～西郷隆盛をライフワークとした作家～』（かごしま近代文学館編、かごしま近代文学館） 2000年10月
- 『文学の力×教材の力 中学校編2年』（田中実, 須貝千里編、教育出版） 2001年6月
- 『図録 生誕100年祭記念特別企画 ～さつまの郷 大口を愛した文豪～ 海音寺潮五郎展』（大口市教育委員会編、大口市教育委員会） 2001年11月
- 『梶井基次郎『檸檬』作品論集』（鈴木貞美編、クレス出版） 2002年9月
- 『生誕90年 没後40年 記念特別企画展 梅崎春生 ～作家の見つめた戦中・戦後～』（かごしま近代文学館編、かごしま近代文学館） 2005年10月
- 『光芒の大正 川内まごころ文学館蔵 山本實彦関係書簡集』（改造社関係資料研究会編、思文閣出版） 2009年2月
- 『円地文子事典』（馬渡憲三郎, 高野良知, 竹内清己, 安田義明編、鼎書房） 2011年4月
- 『現代鹿児島小説大系 第1巻』（相星雅子, 高岡修編、ジャプラン） 2014年4月
- 『現代鹿児島小説大系 第4巻』（相星雅子, 高岡修編、ジャプラン） 2014年5月
- 『赤い鳥事典』（赤い鳥事典編集委員会編、柏書房） 2018年8月
- 『向田邦子文学論』（向田邦子研究会編、新典社） 2018年11月
- 『向田邦子没後40年記念エッセイ集』（向田邦子研究会編） 2022年1月：私家版

## 編著
- 『鹿児島純心女子大学創立10周年記念誌 純大10年の歩み』（南方新社） 2005年3月
- 『天璋院篤姫』（南方新社、新薩摩学6） 2008年9月
- 『鹿児島の近代文学・散文編』（南方新社、新薩摩学7） 2009年10月
- 『「仕方がない」日本人をめぐって - 近代日本の文学と思想』（南方新社） 2010年9月
- 『もっと知りたい鹿児島』（南方新社、新薩摩学10） 2014年10月
- 『郷愁の文学者 古木鐵太郎作品集・郷土文学篇』（南方新社、新薩摩学11） 2015年9月
- 『鹿児島の食の奥義を探る』（南方新社、新薩摩学12） 2016年9月
- 『旅する世界 浮世絵・民俗・メルヘン・文学・教育・散歩』（南方新社、新薩摩学13） 2018年10月
- 『人口減少社会・鹿児島の教育のゆくえ』（南方新社、新薩摩学14） 2020年3月
- 『古閑章教授退職記念号 - これからの学問のエッジを極める -』（南方新社、新薩摩学15） 2020年8月
- 『海音寺潮五郎物語』（伊佐市教育委員会） 2021年10月